# Silvia Mariscal
Silvia Ramírez Aguilar (Ciudad de México; 13 de septiembre de 1946) es una actriz mexicana. 

## Filmografía

### Cine
| Año  | Título                        | Papel                      | Notas                                           |
| ---- | ----------------------------- | -------------------------- | ----------------------------------------------- |
| 1970 | La viuda blanca               | Patricia, novia de Gustavo |                                                 |
| 1971 | Las reglas del juego          | Personaje desconocido      |                                                 |
| 1972 | La fuerza inútil              | Laura                      |                                                 |
| 1972 | El deseo en otoño             | Silvia                     |                                                 |
| 1972 | Victoria                      | Personaje desconocido      |                                                 |
| 1973 | Los cachorros                 | Chabela                    |                                                 |
| 1973 | El juego de la guitarra       | Personaje desconocido      |                                                 |
| 1974 | El Santo Oficio               | Justa Méndez               |                                                 |
| 1974 | Presagio                      | Silvia                     |                                                 |
| 1975 | El valle de los miserables    | Margarita                  |                                                 |
| 1975 | Actas de Marusia              | Margarita                  |                                                 |
| 1976 | Chin chin el Teporocho        | Personaje desconocido      |                                                 |
| 1976 | Renuncia por motivos de salud | Yolanda                    |                                                 |
| 1977 | Cascabel                      | Joven actriz               |                                                 |
| 1978 | Flores de papel               | Marcela Trejo              |                                                 |
| 1978 | Llovizna                      | Patricia                   |                                                 |
| 1979 | Crónica íntima                | Voz                        |                                                 |
| 1980 | Corrupción oficial            | Personaje desconocido      |                                                 |
| 1981 | María de mi corazón           | Amiga de María             |                                                 |
| 1984 | Historia de payasos           | Personaje desconocido      |                                                 |
| 1990 | Pelo gallo                    | Personaje desconocido      |                                                 |
| 1991 | Ciudad de ciegos              | Señora Sandoval            |                                                 |
| 1999 | Entre la tarde y la noche     | Beatriz de adulta          |                                                 |
| 2003 | Fantasías                     | Esther                     |                                                 |
| 2005 | Mamuth                        | Abuela                     | Cortometraje                                    |
| 2008 | Cinco días sin Nora           | Nora Kurtz                 |                                                 |
| 2015 | Ilusiones S.A.                | Abuela                     | También conocida como Los árboles mueren de pie |
| 2019 | Souvenir                      | Mamá                       |                                                 |
| 2021 | Difuso                        | Olivia                     | Cortometraje                                    |
| 2022 | Cuarentones                   | Yolanda                    |                                                 |

### Televisión
| Año       | Título                               | Papel                                | Notas                                                                                                 |
| --------- | ------------------------------------ | ------------------------------------ | --- |
| 1971      | El amor tiene cara de mujer          | Personaje desconocido                | |
| 1971      | Lucía Sombra                         | Teresa                               | |
| 1974-75   | El chofer                            | María                                | |
| 1975-76   | El milagro de vivir                  | Tere                                 | |
| 1977      | Acompáñame                           | Adriana                              | |
| 1978-79   | Rosalía                              | Carmen                               | |
| 1979      | Lagrimas de amor                     | Cecilia                              | |
| 1984      | Aprendiendo a vivir                  | Martha                               | |
| 1987-88   | El rincón de los prodigios           | Soledad                              | |
| 1989      | Morir para vivir                     | Elena                                | |
| 1990-91   | Cenizas y diamantes                  | Andrea                               | |
| 1991-92   | Vida robada                          | Daniela                              | |
| 1992      | Destinos: An Introduction to Spanish | Gloria                               | |
| 1993      | Capricho                             | Mercedes                             | |
| 1995      | Alondra                              | Mercedes                             | |
| 1997      | Alguna vez tendremos alas            | Silvia de Nájera                     | |
| 1997-2006 | Mujer, casos de la vida real         | Varios personajes                    | |
| 1998      | La mentira                           | Leticia «Lety» / Leticia «Lety»      | |
| 2000      | Mi destino eres tú                   | María Suárez de Galindo              | |
| 2001-02   | Navidad sin fin                      | Doña Isabel                          | Miniserie                                                                                             |
| 2001-02   | El juego de la vida                  | Sara Domínguez                       | |
| 2002      | Así son ellas                        | Personaje desconocido                | |
| 2003-04   | Velo de novia                        | Leticia de Robleto / Leticia Robleto | |
| 2007      | La fea más bella                     | Mamá de Luigi                        | |
| 2007      | Muchachitas como tú                  | Martha Sánchez-Zúñiga                | |
| 2008      | Las tontas no van al cielo           | Isabel López-Carmona                 | |
| 2009      | La rosa de Guadalupe                 | Katia / Rosario                      | 2 episodios: Temporada 2, episodio 9: «Vientos de esperanza» Temporada 2, episodio 69: «Por amor»     |
| 2009-2010 | Mujeres asesinas                     | Perla / Rosa                         | 2 episodios: Temporada 2, episodio 1: «Clara, fantasiosa» Temporada 3, episodio 11: «María, fanática» |
| 2010-11   | Teresa                               | Refugio Aguirre de Chávez            | |
| 2011-12   | Amorcito corazón                     | Sara de Cordero                      | |
| 2013-14   | De que te quiero, te quiero          | Luz                                  | |
| 2013-14   | Qué pobres tan ricos                 | Daniela Saravia de Ruizpalacios      | |
| 2014      | La malquerida                        | Elena Benavente                      | |
| 2015      | Como dice el dicho                   | Mercedes                             | Temporada 5, episodio 6: «Cuando Dios cierra todas las puertas...»                                    |
| 2016      | El hotel de los secretos             | Elisa                                | |
| 2018      | José José, el príncipe de la canción | Doña Rosa                            | |
| 2019      | Ringo, la pelea de su vida           | Teresa Rojas                         | |
| 2019      | Mi querida herencia                  | Miss Irlanda                         | |
| 2019      | Claramente                           | Matilde                              | |
| 2022      | Vencer la ausencia                   | Claudia Luna                         | |

### Teatro
- El poder no es cosa fácil (2013)
- La muerte de un viajante (2012)
- Todo sobre mi madre (2010)
- Cita a ciegas (2009)
- La muchacha sin retorno (2008)
- El violinista en el tejado  (2005)
- Una chica en mi sopa (1969)

## Premios y nominaciones

### Premios TVyNovelas
| Año  | Categoría            | Trabajo nominado    | Resultado |
| ---- | -------------------- | ------------------- | --------- |
| 2008 | Mejor primera actriz | Muchachitas como tú | Nominada  |
| 2020 | Mejor primera actriz | Ringo               | Nominada  |

### Kids Choice Awards México
| Año  | Categoría      | Trabajo Nominado | Resultado |
| ---- | -------------- | ---------------- | --------- |
| 2011 | Frase favorita | Teresa           | Ganadora  |